# Miquel Colomer i Bergez
Miquel Colomer i Bergez (Barcelona, 1822 - Banyeres, 1892) fou un empresari i polític català, alcalde d'Alacant i diputat a les Corts Espanyoles durant el regnat d'Amadeu I d'Espanya.

## Biografia
Es va establir a Alacant, on va militar al Partit Progressista i fou tinent de la Milícia Nacional durant la revolució de 1854. El 1864 participà en la societat progressista La Tertulia, des de la que va impulsar activament la revolució de 1868.
El 1869 fou escollit alcalde d'Alacant, que canvià pel de regidor el 1870. També fou diputat de la Diputació d'Alacant el 1871 i el 1872. Fou elegit diputat pel districte de Monòver dins les llistes del Partit Republicà Democràtic Federal a les eleccions generals espanyoles d'agost de 1872, i a les Corts Espanyoles fou un dels diputats que va votar a favor de la proclamació de la Primera República Espanyola.
Durant la restauració borbònica va mantenir la seva militància republicana i fou un dels organitzadors a Alacant el 1880 del Partit Republicà Progressista, però el 1881 abandonà el partit per a dirigir a Alacant Izquierda Dinástica, amb el que el 1882 fou nomenat novament diputat provincial. El 1885 va ingressar al Partit Liberal Fusionista i participà activament en les lluites internes del partit.